# Зазрівка
Зазрівка (словац. Zázrivka) — річка в Словаччині; права притока Орави. Протікає в окрузі Дольни Кубін.
Довжина — 21.5 км; площа водозбору 96,5 км². Витікає в масиві Оравська Магура (на схилі гори Прислопець) — на висоті 1130 метрів.
Протікає селами Зазріва і Парніца. Впадає в Ораву на висоті 445 метрів.